# 크리스토퍼 브리튼
크리스토퍼 브리튼(Christopher Britton, 1960년 1월 1일 ~ )은 캐나다의 성우, 배우, 텔레비전 배우이다.
토론토에서 태어났다.

## 출연 작품
- 야경 (2007년)
- 페인킬러 제인 (2007년)
- 사일런트 힐 (2006년) - 아담 역
- 게드 전기: 어스시 마법사 (2004년)
- 파이널 컷 (2004)
- 투모로우 (2004년)
- 라스트 서바이버 (2000년)
- 굿 윌 헌팅 (1997년)
- 살인 게임 (1995년)
- 이중 살인 (1989년)
- 호보 (1979년)
- 브루드 (1979년)

### 텔레비전
- 마스터즈 오브 호러 - 담배 자국(John Carpenter's Cigarette Burns) 편 (2005)
- 로메오 섹션 (2015-16, The Romeo Section)